# Palácio Nacional de Belém
Il Palácio Nacional de Belém, conosciuta anche come Reggia di Belém o Palácio das Leoneiras, è un palazzo che si trova nella capitale del Portogallo, ovvero Lisbona, che venne costruito probabilmente nel XVIII secolo, divenendo una delle residenze reale della famiglia reale portoghese. Con la caduta della monarchia nel 1910 e la successiva proclamazione della repubblica, Belém divenne la residenza ufficiale del Presidente del Portogallo.

## Storia

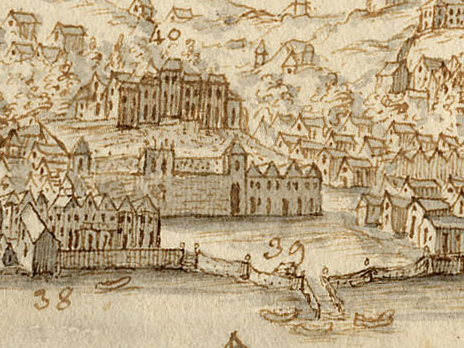
La "Quinta Reale di Belém", nel 1736.

Il sito originario su cui sorge il Palácio Nacional de Belém era originariamente parte dell'Outeiro das Vinhas, una proprietà che si affacciava sulla spiaggia del fiume Tago. Don Manuel del Portogallo, diplomatico e poeta figlio del primo conte di Vimioso, acquisì il terreno nel 1559, chiamandolo "Quinta de Belém" e costruendo un edificio con tre saloni e due atri. A metà del XVII secolo la proprietà era legata ad un rampollo della Corte Reale, poi trasferita in possesso dei conti di Aveiras ed occupata da un convento. Il terreno fu poi successivamente acquisito dal re Giovanni V del Portogallo, che ne ordinò la ricostruzione nel 1726. Comprendeva due lotti, la "Quinta de Baixo" e la "Quinta do Meio", che il monarca acquistò da João da Silva Telo, 3° conte di Aveiros per 200.000 cruzados, oltre ai terreni agricoli contigui dei conti di São Lourenço, con l'obiettivo di costruire una residenza estiva; sebbene non sia chiaro quando fu completato il primo edificio, nel 1754 Maria Anna d'Austria, regina consorte del Portogallo, era già morta nella residenza.
In seguito al terremoto di Lisbona del 1755, si stabilì che i danni erano superficiali e che non vi era alcun rischio di crollo, ma tra il 1755 e il 1756 furono completati numerosi lavori di riparazione. Sotto la supervisione dell'architetto João Pedro Ludovice, anche la Casa Real de Campo de Belém, Reggia di Belém, o Palácio das Leoneiras ricevette una supervisione. I lavori si conclusero con la sostituzione delle piastrelle e la riparazione delle serre e delle scuderie. Allo stesso modo, intorno al 1770, l'architetto Mateus Vicente de Oliveira intraprese la ricostruzione dell'intera proprietà. Questo fu l'inizio di diversi piccoli progetti all'interno della residenza, tra cui la tinteggiatura della "Sala das Bicas", la sostituzione delle piastrelle azulejo lungo la veranda meridionale, nel 1778, e la costruzione delle casette per gli uccelli, nel 1780. La costruzione iniziale dell'arena neoclassica per l'addestramento dei cavalli, progettata dall'italiano Giacomo Azzolini, iniziò nel 1828. Lo spazio è ora occupato dal Museo Nazionale delle Carrozze. Dopo il 1807, con la partenza della famiglia reale per il Brasile a seguito dell'invasione napoleonica, i mobili e le opere d'arte furono rimossi dal palazzo e l'edificio fu abbandonato fino alla fine delle Guerre liberali. Nel 1839, il palazzo fu nuovamente utilizzato per ospitare i balli reali e servì come residenza temporanea per i dignitari reali in visita a Lisbona ed in Portogallo. Nel 1840, durante gli ampi lavori di ristrutturazione del Palazzo delle Necessidades, la famiglia reale tornò a Belém e risiedette nel palazzo per quel decennio. L'Infanta Antónia vi nacque nel 1845 e nel 1850, la ristrutturazione della grande sala da ballo fu completata, consentendo alla regina Maria II di ricevere l'alta società portoghese. Una serie di decessi costrinse la famiglia reale ad abbandonare il palazzo, che tornò ad essere una residenza per i dignitari in visita. Questo cambio di destinazione d'uso fu accompagnato da piccole riparazioni all'edificio, nonché dall'installazione di condotte del gas e di una nuova illuminazione. 

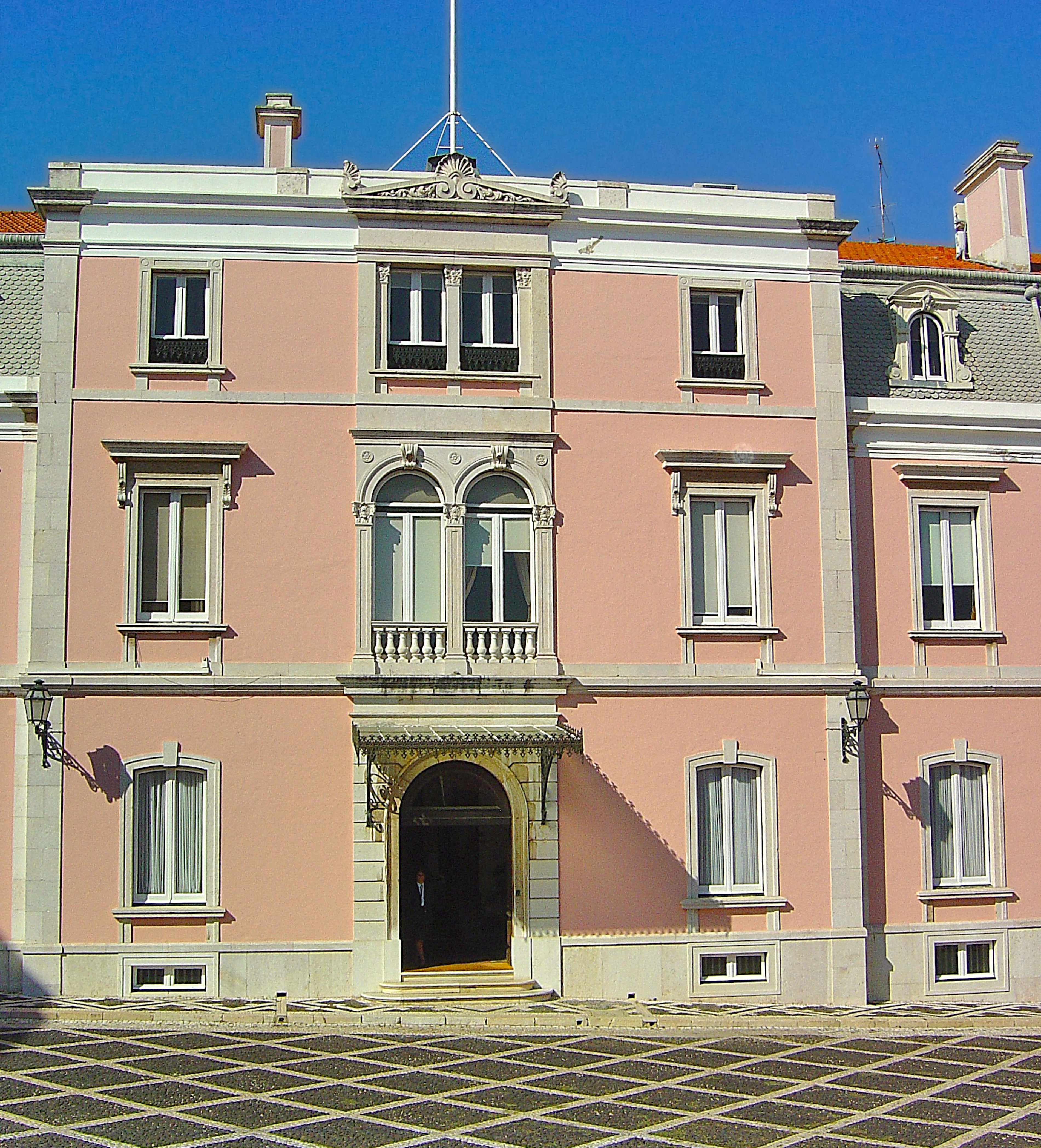
Il palazzo costruito da re Carlo I del Portogallo nel "Cortile delle Nobili Dame".

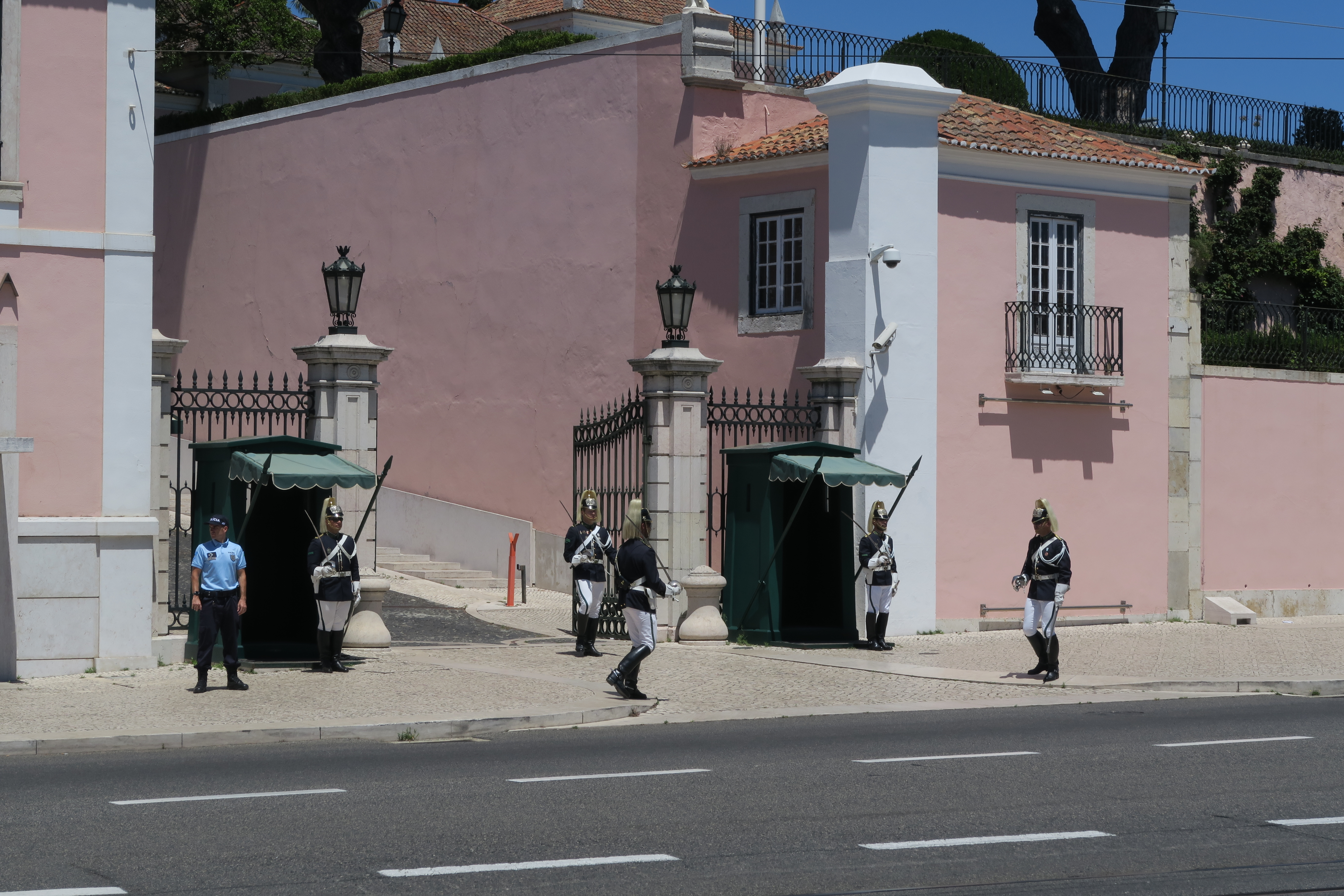
Il cambio della guardia al Berém

Nel 1886, dopo il matrimonio del principe ereditario Carlo con Amelia d'Orléans, si ordinò i lavori di ristrutturazione del palazzo per trasformarlo in residenza reale. Questi furono completati sotto la direzione dell'architetto Rafael de Silva Castro; gli interni furono decorati da Leandro Braga, Columbano e João Vaz. Il palazzo fu il luogo di nascita del principe reale Luigi Filippo nel 1887 e di Manuele nel 1889. Tra il 1902 e il 1903, la ristrutturazione degli spazi interni fu intrapresa da Rosendo Carvalheira, con la costruzione di una casa per i visitatori sul viale nord del Pátio das Damas per accogliere le delegazioni di dignitari stranieri. Questa aggiunta fu inaugurata in occasione della visita ufficiale del re di Spagna, Alfonso XIII, in Portogallo alla fine del 1903. L'anno successivo, le scuderie furono separate dal palazzo e destinate a ospitare il Museo Nazionale delle Carrozze. Con Decreto reale pubblicato sul Diário do Governo (4 settembre), il palazzo cessò di essere una residenza reale e passò al Tesoro per "l'alloggio di capi di Stato, principi e missioni straniere che giungono in visita ufficiale a Lisbona, partendo a tale scopo dal Ministero degli Affari Esteri". Dopo la Rivoluzione del 5 ottobre 1910, che portò la fine della monarchia portoghese, la Secretaria-Geral da Presidência da República (Segretario Generale della Presidenza) si trasferì nel palazzo il 24 agosto 1911, poiché l'articolo 45 della Costituzione proibiva al capo dello Stato di occupare una residenza su proprietà statali. Una scappatoia nel documento consentì l'autorizzazione, il 28 giugno 1912, di un editto governativo per l'affitto di un annesso adiacente al palazzo per 100.000 réis al mese per ospitare il primo presidente, Manuel de Arriaga, che alla fine preferì vivere nella sua residenza locale e lavorare a palazzo. Questa politica di affitto degli spazi continuò per tutto il periodo della Prima Repubblica. Dopo l'assassinio del presidente Sidónio País nel 1918 alla stazione ferroviaria di Rossio, la salma dell'ex presidente fu esposta nella "Sala Luís XV" fino alla sua sepoltura.

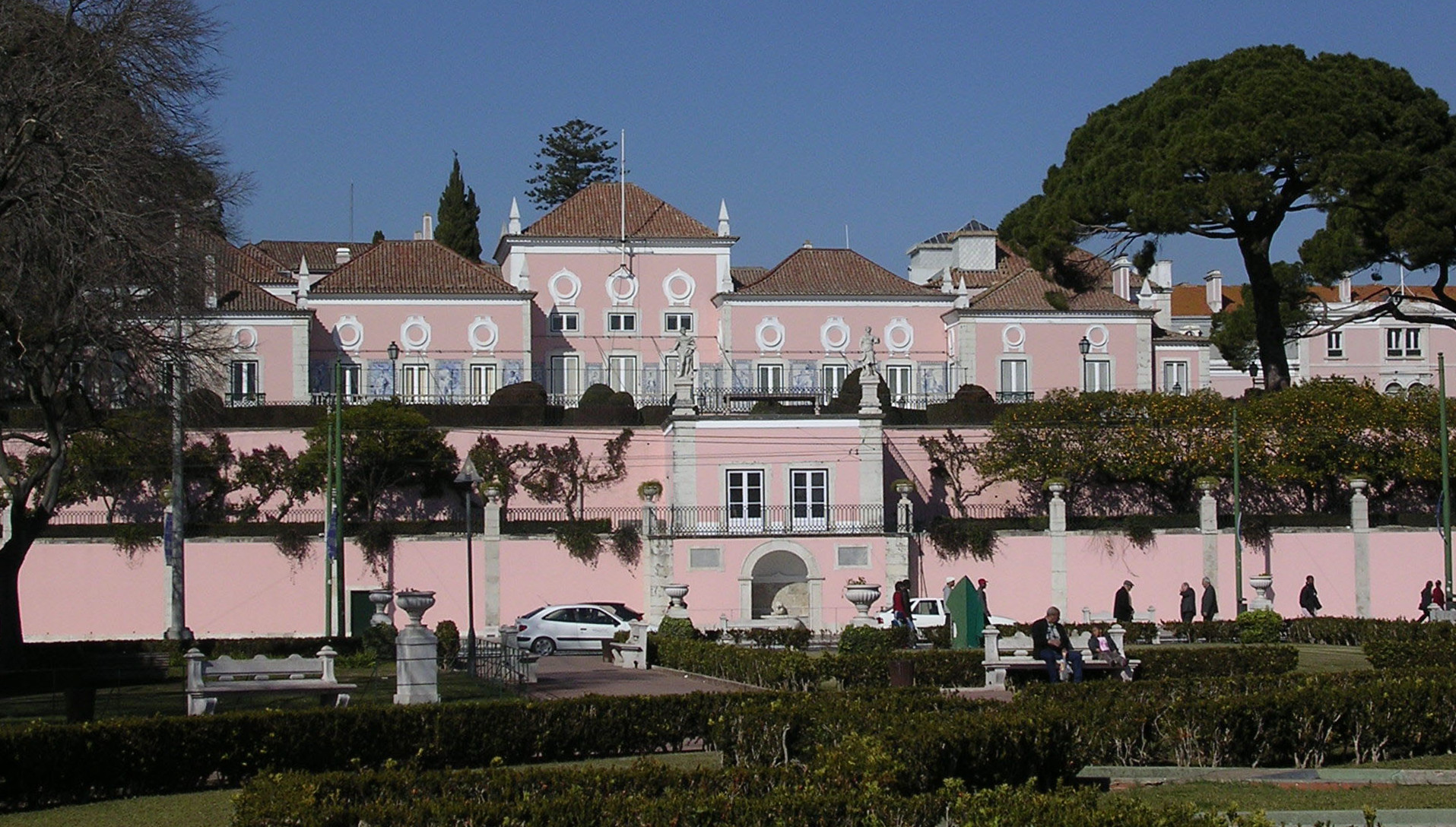
Veduta del Palácio Nacional de Belém.

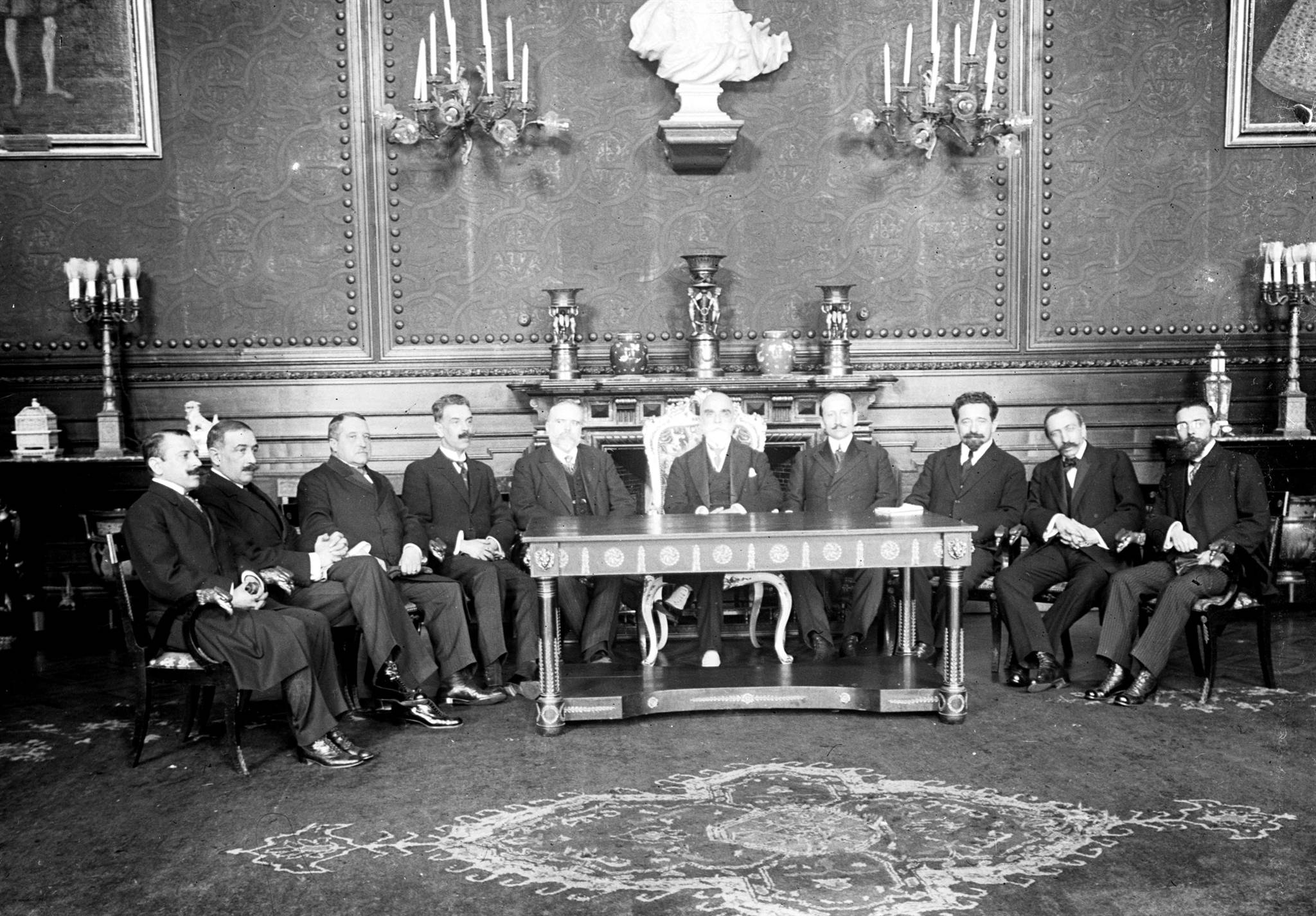
Il presidente Bernardo Machado riceve il governo della Sacra Unione nel 1916.

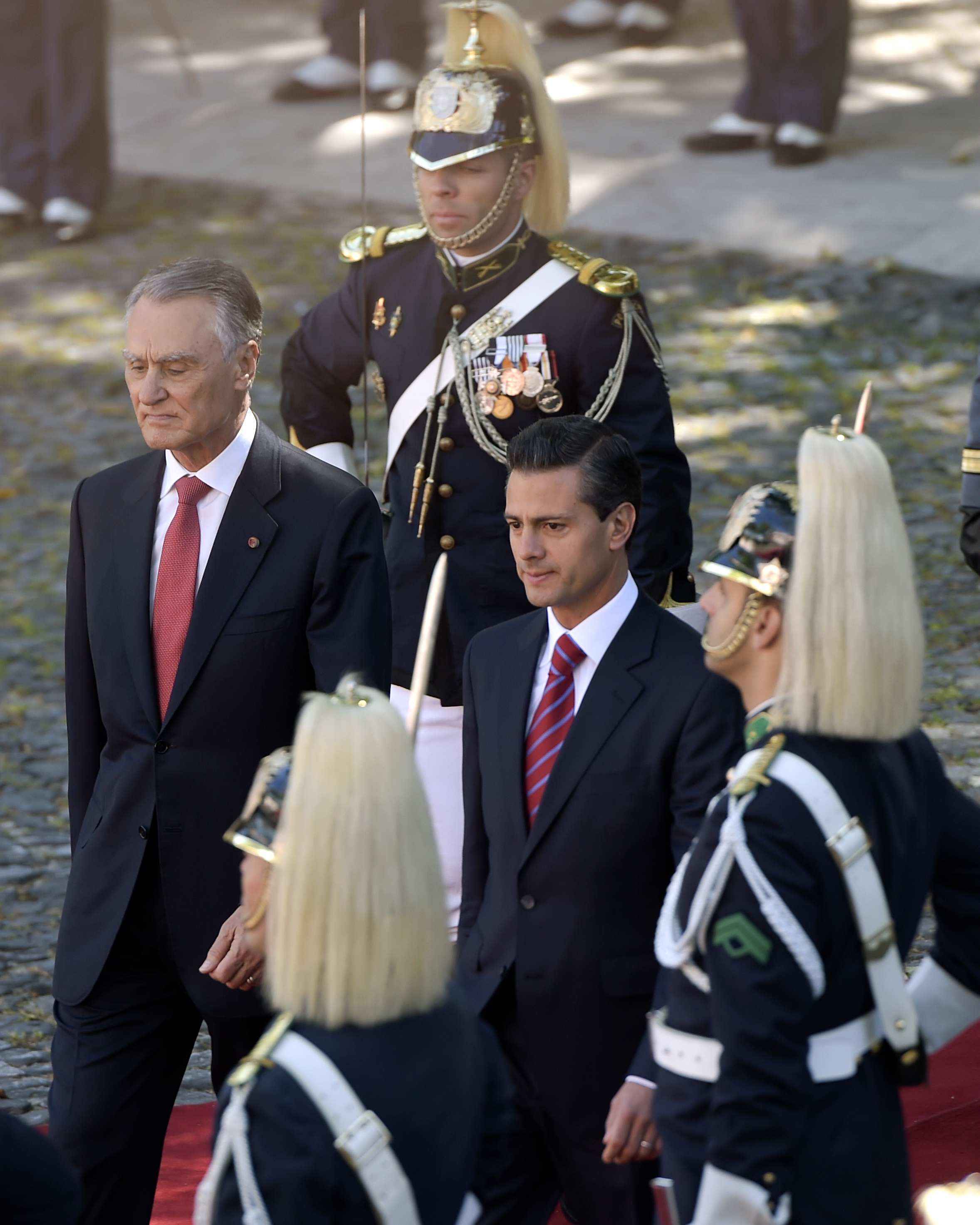
Visita del presidente del Messico Peña Nieto, ricevuto da Aníbal Cavaco Silva.

La legge sulla residenza ufficiale del presidente della repubblica fu promulgata il 24 marzo 1928; specificava che al presidente e alla sua famiglia sarebbe stato consentito risiedere in uno dei palazzi nazionali. Al momento della promulgazione, il generale Óscar Carmona decise di risiedere nella Cittadella di Cascais, lasciando il Palazzo di Belém per eventi cerimoniali, incontri ufficiali, ricevimenti e altre occasioni formali. In previsione della prevista visita del re di Spagna, il palazzo subì diversi lavori di ristrutturazione, sebbene la visita non si concretizzò. Nel 1936, lo scalone principale fu ampliato da António Lino e completato da Cristino da Silva. Durante il mandato del generale Francisco Craveiro Lopes (1951-1952), l'ala Arrábida fu ristrutturata per fungere da residenza del presidente della repubblica. Nel 1967, la proprietà fu finalmente classificata come IIP - Imóvel de Interesse Público (Bene di Interesse Pubblico), con il decreto 47-508, pubblicato sul Diário do Governo il 24 gennaio 1967. Il palazzo fu chiuso nel 1969 per riparare i danni causati dal terremoto di quell'anno. Dopo la Rivoluzione dei garofani, che portò al Portogallo democratico il palazzo divenne la sede della Junta de Salvação Nacional (Giunta di Salvezza Nazionale). Visse anche i traumi della nuova democrazia con i tentativi controrivoluzionari di António Spínola e Francisco da Costa Gomes. Come nelle precedenti amministrazioni, il Palazzo di Belém subì nuovi lavori di ristrutturazione nell'ala Arrábida per soddisfare le esigenze del presidente e della sua famiglia. Mentre alcuni presidenti risiedevano a Belém, altri come Mário Soares, Jorge Sampaio, Aníbal Cavaco Silva ed il presidente, Marcelo Rebelo de Sousa, lo usarono semplicemente come luogo di lavoro, vivendo nelle loro residenze private durante i loro mandati. Tra il 1980 e il 1985, la sala da pranzo principale fu utilizzata per esporre i doni ricevuti dal capo dello stato. Nel 1998, la costruzione del Centro de Documentação e Informação (Centro di documentazione e informazione), fu iniziata dall'architetto João Luís Carrilho da Graça, vincitore di un concorso pubblico promosso dal Segretario generale della Presidenza. Nel 2002, il presidente Jorge Sampaio commissionò alla pittrice Paula Rego una serie di dipinti per decorare le pareti della cappella del palazzo. La pittrice le diede infine opere intitolate "Ciclo da Vida da Virgem Maria e da Paixão de Jesus Cristo" (Ciclo della vita della Vergine Maria e della Passione di Gesù Cristo). Le prime mostre e iniziative presidenziali avrebbero portato all'inaugurazione, il 5 ottobre 2004, del Museo presidenziale (portoghese: Museu da Presidência da República). Allo stesso modo, la "Galleria di pittura Re D Luís I" fu la sede dell'esposizione del 2005, Do Palácio de Belém, che presentava la storia del palazzo e la sua architettura, nonché una panoramica delle opere artistiche che vi erano state esposte. Il 10 marzo 2006, un dispaccio del Ministero della Cultura ha riclassificato il palazzo come Monumento Nazionale, includendo il palazzo, i giardini, il Museo della Presidenza e altri annessi.

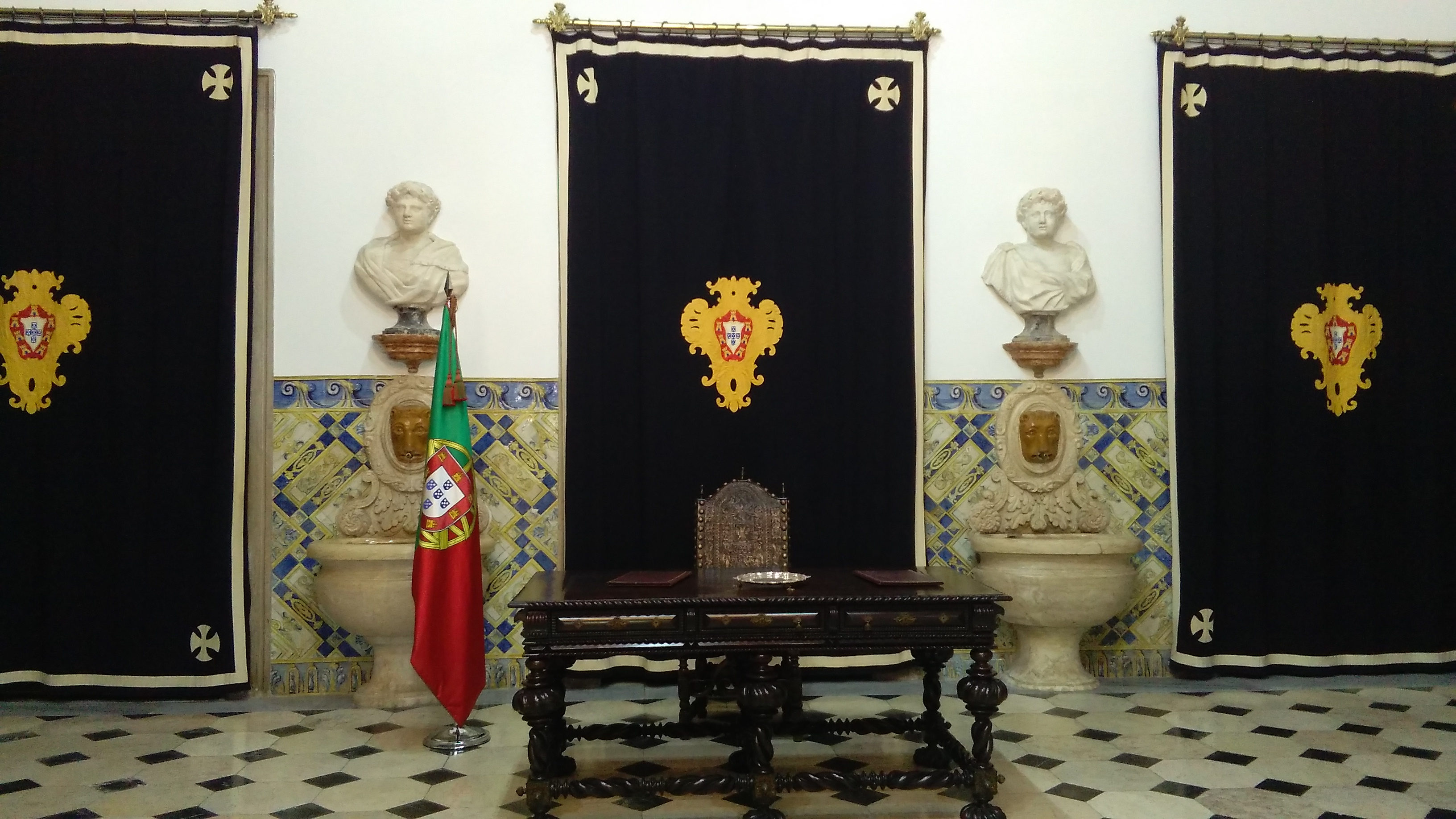
La "Sala das Bicas" del Palazzo.

## Descrizione

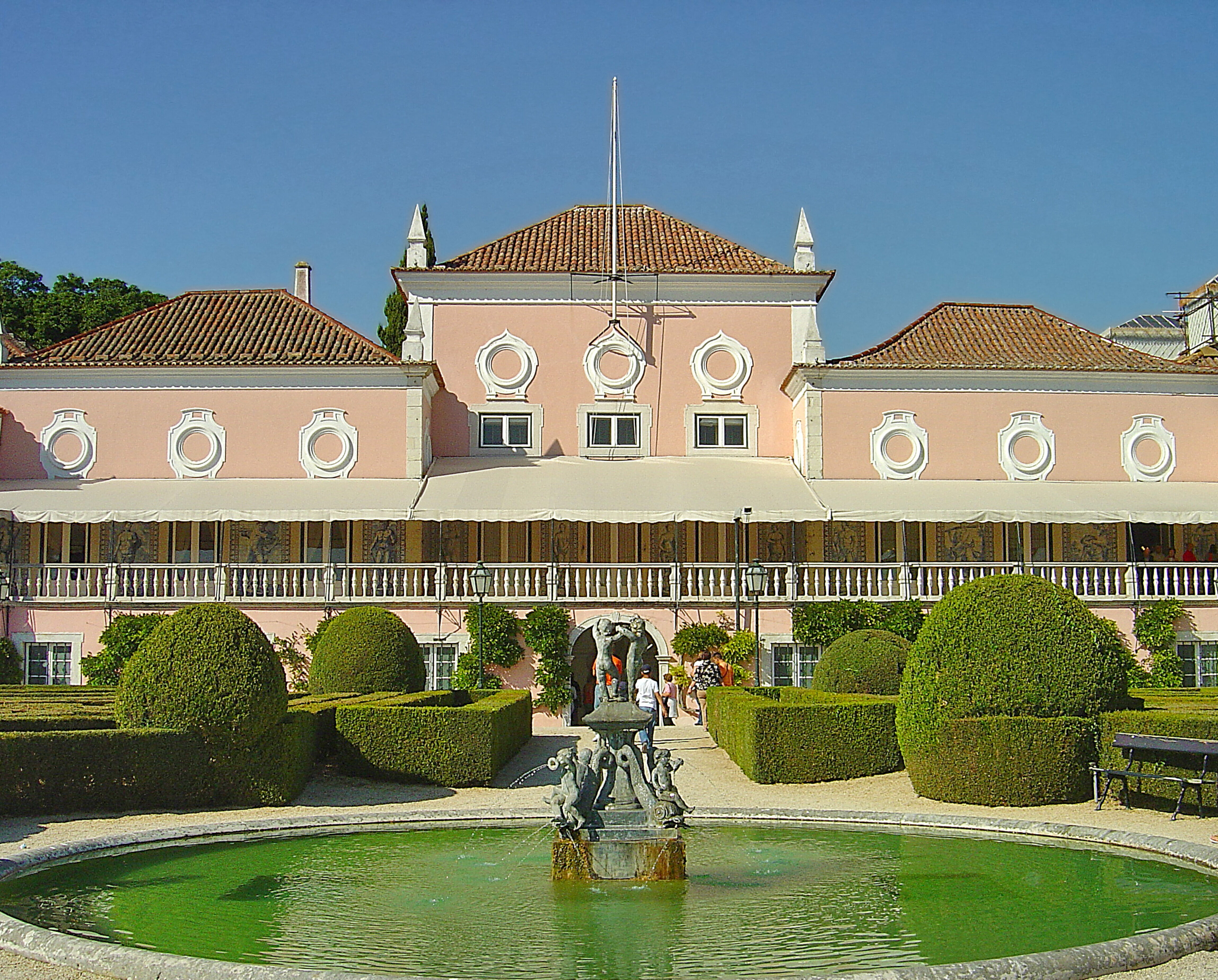
Giardino del Palácio de Belém.

Il Palazzo di Belém è un edificio a forma di "L", con lo spazio principale situato in uno spazio rettangolare a tre volumi sulla facciata sud. Questo fronte, che si affaccia sui giardini formali, presenta uno spazio a cinque corpi, fiancheggiato da cunei sormontati da pinnacoli. Combinazione di stili manierista e barocco, presenta un corpo centrale con arcate a livello del pavimento, sopra una galleria colonnata sormontata da un frontone triangolare decorato in stucco. I due blocchi esterni sono più avanzati rispetto all'edificio principale, formando una terrazza delimitata da balaustre e accessibile tramite scale laterali. La sommità di queste pareti laterali è ricoperta da dodici pannelli di azulejos monocromatici. Sulla veranda ci sono 14 pannelli di azulejo che rappresentano figure della mitologia, molti dei quali raffigurano le "Fatiche di Ercole", tra cui "Plutão e Cérbero" (Plutone e Cerbero), "Vénus" (Venere), "Neptuno" (Nettuno), "Hércules" (Ercole), "Hércules e a égua de Diómedes" (Ercole e le cavalle di Diomede), "Figura masculina" (Figura maschile), "Figura masculina com arco e flechas" (Figura maschile con arco e freccia), due pannelli di "Figura feminina" (Figura femminile), "Hércules e a ave de Estinfália" (Ercole e gli uccelli di Stinfalo), "Figura masculina com machado" (Figura maschile con zappa), "Hércules e a serpente de Ládon" (Ercole e il serpente Ladone), "Hércules e o touro de Creta" (Ercole e il toro di Creta), "Hércules e a Hidra de Lerna" (Ercole e l'Idra di Lerna). Sono presenti anche due file di piastrelle con motivi geometrici e foglie d'acanto. La facciata orientale, che si affaccia sul" Pátio das Damas" (Patio delle Dame), presenta due livelli di finestre e un portale. L'ala occidentale è servita dal Pátio dos Bichos (Patio degli Animali), dove un ingresso con cancello e rampa consente di accedere alla scalinata principale attraverso uno spazio sopraelevato che si affaccia sul Jardim da Cascata (Giardino delle Cascate).  Lo spazio è stato ripristinato e pavimentato nuovamente in pietra all'inizio del XXI secolo.

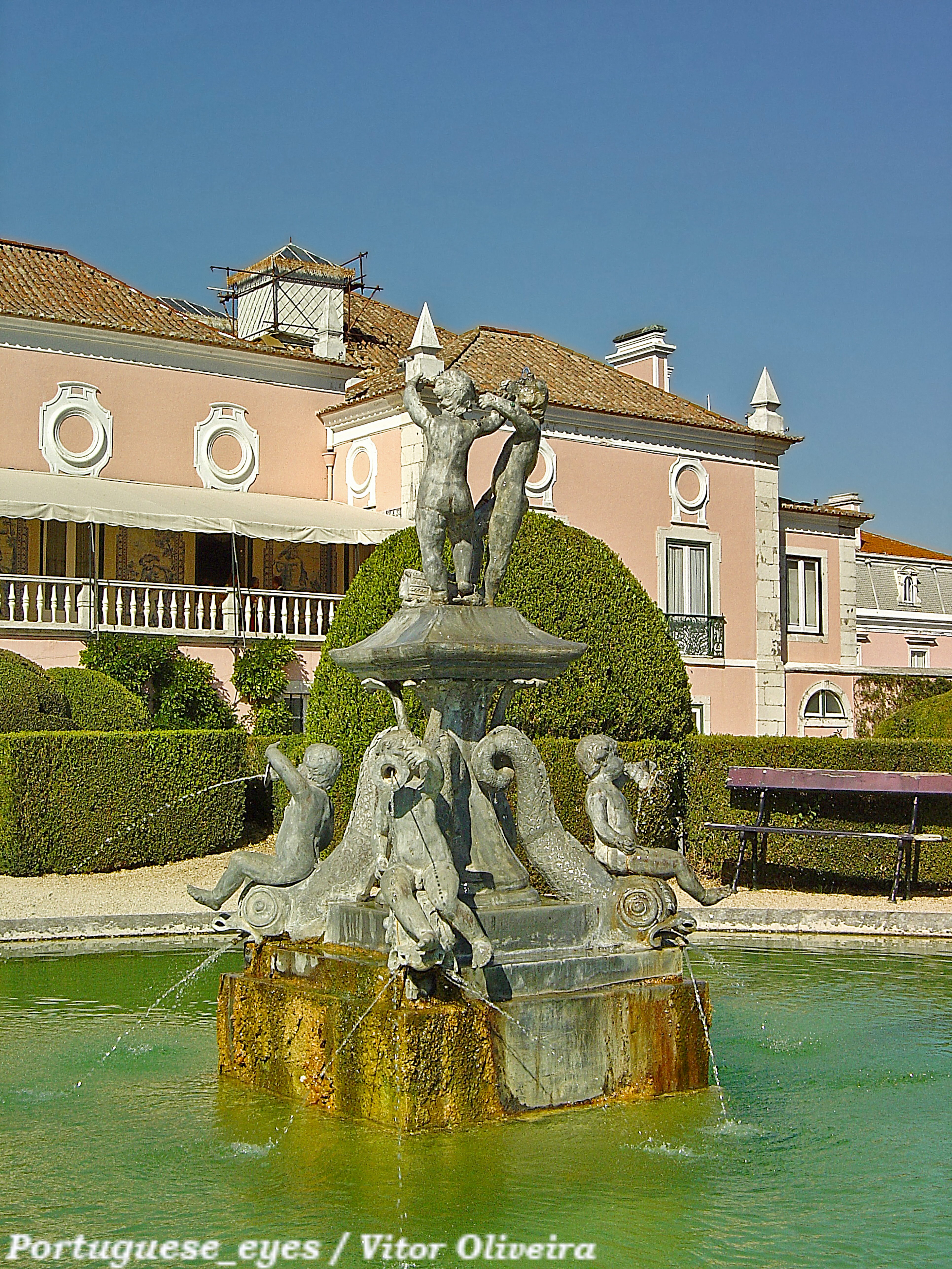
Una delle statue del Palazzo di Belém.

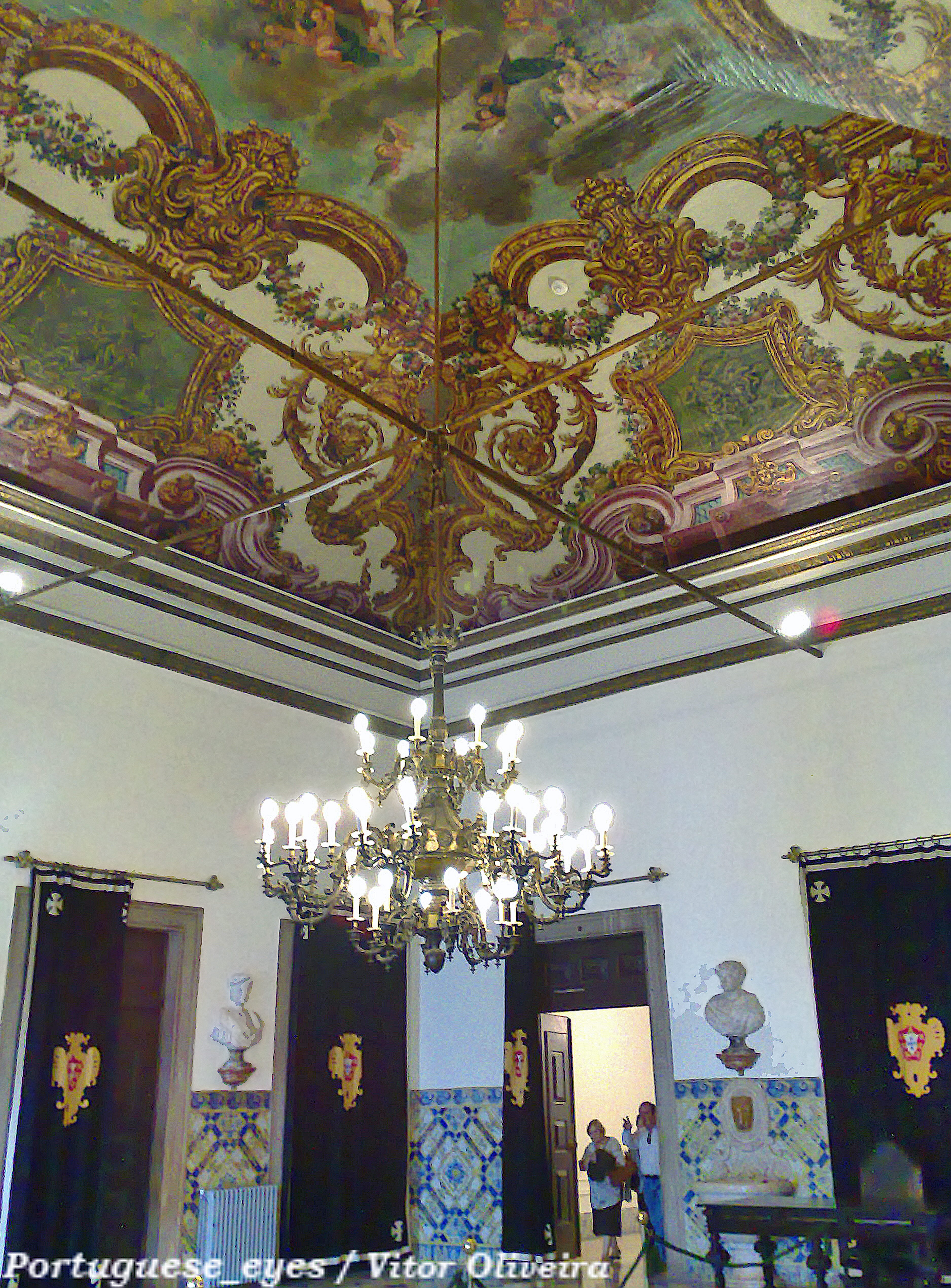
Una delle stanze del Palazzo di Belém.

Immediatamente di fronte al palazzo, di fronte a Rua de Belém, si trovano i giardini formali. Di impianto settecentesco, sono costituiti da una terrazza racchiusa da una balaustra ornata da statue e da un motivo di siepi intersecate attorno a tre laghetti circolari. Nel Jardim da Cascata (nell'angolo nord-occidentale del parco) si trovano tre padiglioni (serre) in pietra di copertura sormontati da una ringhiera decorativa, con vasi e statue. Inserita all'interno di un arco a tutto sesto, si trova una cascata con una statua di Ercole. Nel padiglione centrale si trovano sei pannelli di azulejos che formano una composizione figurativa, completata nel XIX secolo. La composizione centrale è in bianco e nero, mentre le finiture sono policrome: ornamenti vegetali gialli, verdi e manganese. Questi pannelli includono: una "Scena all'aperto", "Due figure femminili e una figura maschile nel parco, con cesto di frutta", "Una figura femminile in piedi porge una mela a una figura maschile", una "Partita al backgammon", "Musica in giardino" e "Musica in giardino, con clavicembalo e violino". Lo spazio principale è caratterizzato da una sequenza lineare di stanze lungo il prospetto sud, dominato dalla Sala das Bicas (Sala delle Cannelle), un grandioso vestibolo pavimentato in marmo. Il soffitto è decorato con una composizione allegorica di flora scolpita e azulejos policromi del XVIII secolo, completata nell'ultimo quarto del secolo. Nello spazio si possono osservare, lungo una parete, due fontane circolari in marmo con teste di leone, che danno il nome al luogo. Inoltre, lo spazio è circondato da otto busti in diaspro su plinti, rappresentanti imperatori romani. Nella "Sala Dourada" o "Salão de Baile" (rispettivamente Sala Dorata o Sala da Ballo), il soffitto è decorato con un'allegoria centrale dell'Impero Romano, con affreschi e medaglioni a corona in stile neopompeiano. La "Sala Luís XV" (Sala Luigi XV), anch'essa decorata con pannelli, è impreziosita da una serie di dipinti sormontati da due scudi delle Case di Braganza e Orléans. La stretta cappella rettangolare, con pareti lisce e pannelli in legno, è occupata da una pala d'altare neoclassica in legno dorato, con un dipinto di André Reinoso che rappresenta "A Adoração dos Pastores" (L'Adorazione dei pastori). Il soffitto a volta è decorato con una profusione di motivi decorativi in un "ferronneire" simile a quelli che si trovano nella Sala Dourada. Sulle pareti si trovano dipinti dell'artista Paula Rego, che rappresentano il "Ciclo da Vida da Virgem Maria e da Paixão de Jesus Cristo" (Cerchio della vita della Vergine Maria e della Passione di Cristo).